# Nitocrella skyrensis
Nitocrella skyrensis is een eenoogkreeftjessoort uit de familie van de Ameiridae. De wetenschappelijke naam van de soort is voor het eerst geldig gepubliceerd in 1982 door Pesce.